# Список членов Людей Икс
Люди Икс (англ. X-Men) — команда мутантов-супергероев в комиксах, издаваемых Marvel Comics. Жирным шрифтом отмечены нынешние члены команды, символ «/» разделяет кодовые имена в хронологическом порядке.

## Люди Икс
| Персонаж | Настоящее имя                                 | Дата вступления                                     | Описание |
| --- | --------------------------------------------- | --------------------------------------------------- | --- |
| Оригинальные Люди Икс |                                               |                                                     | |
| Профессор Икс | Чарльз Ксавьер                                | X-Men vol. 1 #42 (1968, история о прошлом).         | Основатель команды, первоначальный директор Школы для одарённых подростков Профессора Ксавьера (позднее Института Ксавьера, ныне — Высшей школы имени Джин Грей). Потерял свои силы во время Дня М; возвратил их во время сюжета The Rise and Fall of the Shi’ar Empire. В настоящий момент мёртв (см. Avengers vs. X-Men). Силы: Телепатия, астральная проекция, управление разумом, создание иллюзий, манипуляция памятью, псионические потоки и обнаружение мутантов в пространстве. |
| Циклоп | Скотт Саммерс                                 | X-Men vol. 1 #42 (1968, история о прошлом).         | Первый из новобранцев-основателей и давний руководитель. Бывший содиректор Института Ксавьера (вместе с Эммой Фрост) и руководитель первоначального Икс-Фактора. Бывший супруг Мэйделин Прайор, вдовец Джин Грей-Саммерс и бывший бойфренд Эммы Фрост. В настоящее время мёртв (см. Death of X). Силы: Из его глаз постоянно бьют энергетические лучи, которые он вынужден скрывать (останавливать) специальными очками. Поглощение солнечной энергии. |
| Айсберг | Роберт Дрейк                                  | X-Men vol. 1 #46 (1968, история о прошлом).         | Второй и младший из членов-основатели команды. Бывший член команд Чемпионов, Защитников и первоначального Икс-Фактора. В настоящее время — преподаватель Высшей школы имени Джин Грей; фигурирует в Extraordinary X-Men. Силы: Управление температурой и льдом, создание ледяных предметов из влаги в воздухе, ледяная форма. |
| Архангел | Уоррен Уортингтон III                         | X-Men vol. 1 #56 (1969, история о прошлом).         | Третий новобранец Ксавьера в первоначальную команду, и один из мутантов, что до поступления в школу Ксавьера был героем-одиночкой. Бывший член команд Чемпионов, Защитников, первоначального Икс-Фактора и Силы Икс. Был поражён Псайлок зерном жизни в Uncanny X-Force (том 1) #18 (2011), и в итоге его тело было «перезапущено» без воспоминаний о своём прошлом. В настоящее время фигурирует в Uncanny X-Men (том 4). Силы: Летает с помощью больших орлоподобных крыльев, что растут у него на спине, так же у него полые кости, тоже как у орлов, плюс исцеляющие (регенерирующие) свойства крови. |
| Зверь | Генри Маккой                                  | X-Men vol. 1 #53 (1969, история о прошлом).         | Четвёртый новобранец Ксавьера в оригинальную команду; постоянный врач и биолог команды. Бывший участник Мстителей, Защитников и первоначального Икс-Фактора; после гибели Профессора Икс сменил последнего в составе Иллюминатов. В настоящее время фигурирует в Uncanny Inhumans. Силы: Сверхчеловеческие сила, скорость, выносливость, повышенное чутьё и восприятие; он одинаково хорошо владеет обеими руками и ногами, молниеносные рефлексы, кошачья грация, он полностью покрыт синим мехом, а на пальцах у него звериные когти. |
| Чудо-Девушка, Феникс | Джин Грей-Саммерс                             | X-Men vol. 1 #1 (1963) как Чудо-Девушка.            | Пятый и последний новобранец в оригинальную команду, хотя Ксавьер начал её обучать ещё до основания «Людей Икс». Признана погибшей после Саги о Тёмном Фениксе, но была обнаружена живой в Fantastic Four #286; воссоединилась с командой в конце «Саги на острове Мьюр». Куан-Ин Ксорн убил её в New X-Men (том 2) #150 (2003). После этого она была воскрешена Силой Феникса в X-Men: Phoenix: Endsong как Белый Феникс Короны. В настоящий момент находится в Бело-Горячей Комнате с другими инкарнациями Силы Феникса. Силы: Телекинез и телепатия; как аватара Феникса способна генерировать энергию в неограниченных количествах, путешествовать сквозь время-пространство и манипулировать материей на субатомном уровне. |
| Новобранцы в 1960-х |                                               |                                                     | |
| Мимик | Кальвин Ренкин                                | X-Men vol. 1 #27 (1966).                            | Первый член исключённый Профессором Икс и возможно первый немутантный член команды. Последний раз появлялся как пленник Громовержцев. НО позже вернулся в сюжете «Утопия» как член Тёмных Людей Икс Нормана Озборна Силы: Мимикрия способностей, навыков и знаний других мутантов. Во время пребывания с Людьми-Икс, он навсегда поглотил свойства способностей каждого членов Людей-Икс, тем самым получил телепатию, телекинез, сверхчеловеческие проворство и силу, лазерные лучи, генерация льда и крылья. |
| Оборотень | Кевин Сидней                                  | X-Men vol. 1 #40 (1968).                            | Бывший злодей, действовавший от имени Профессора Икс; умер, подражая последнему в The X-Men #42 (1968), став первым погибшим иксменом. Силы: Метаморфозы, мелкие способности телепатии и телекинеза. |
| Полярис | Лорна Дейн                                    | X-Men vol. 1 #60 (1969) (под собственным именем).   | Взбалмошная девушка Хавока; дочь Магнето. Участвовала под псевдонимом Магнетрикс в X-Men: The Hidden Years #3; и под псевдонимом Полярис начиная с X-Men (том 1) #97 (1976). Потеряла силы во время Дня М, но восстановила их благодаря технологиям Апокалипсиса. На протяжении времени публикаций также была членом Аколитов, Старджаммеров и различных команд Икс-Фактора. В настоящий момент — глава новой корпоративной команды Икс-Фактора. Силы: Манипуляция магнитными полями, использование их для полёта, управление силовыми полями и энергетическими потоками. |
| Хавок | Александр Саммерс                             | X-Men vol. 1 #65 (1970).                            | Второй из братьев Саммерсов. Официально принят в команду Профессором Икс в The X-Men #96; бывший руководитель Старджаммеров и про-правительственной команды Икс-Фактора. Позднее присоединился к Отряду Единства; вышел из последнего вследствие событий кроссовера AXIS и в настоящее время присоединился к команде Циклопа. В последний раз появлялся в Uncanny X-Men (том 3.[ Силы: Поглощение космической энергии, испускает из рук плазмовые потоки. |
| Тайная команда Ксавьера Когда первоначальные Люди Икс были пленниками Кракоа, Чарльз Ксавьер поначалу попытался их спасти, используя учеников из Исследовательского Центра Мойры Мактаггерт. Это стало известно только в X-Men: Deadly Genesis #4 (2006), однако в реальности Вселенной Marvel они стали Людьми Икс до событий Giant Sized X-Men #1 (1975). |                                               |                                                     | |
| Вулкан | Габриэль Саммерс                              | X-Men: Deadly Genesis #4 (2006).                    | Первоначально ученик Мойры Мактаггерт, сделан одним из Людей Икс, чтобы помочь спасти первоначальную команду. Третий из братьев Саммерсов. До того, как он напал на Людей Икс и похитил Циклопа и Чудо-Девушку (Рэйчел Саммерс), числился пропавшим без вести, прежде чем возвратиться после Дня М. Позднее стал правителем Ши’ар и супругом Падальщицы. В настоящий момент считается погибшим после битвы с Чёрным Громом в War of Kings #6 (2009). Силы: Манипулирование энергией на высшем уровне. |
| Петра | Петра Кристенсен                              | X-Men: Deadly Genesis #4 (2006).                    | Первоначально ученица Мойры Мактаггерт, сделана одной из Людей Икс, чтобы помочь спасти первоначальную команду. Убита в бою в X-Men: Deadly Genesis #6. Силы: Манипулирование землёй, могла изменять свойства материалов, подобных скале. |
| Дарвин | Армандо Муньос                                | X-Men: Deadly Genesis #4 (2006).                    | Первоначально ученик Мойры Мактаггерт, сделан одним из Людей Икс, чтобы помочь спасти первоначальную команду. Силы: Постоянная эволюция организма. |
| Власть | Сюзанна Шан                                   | X-Men: Deadly Genesis #4 (2006).                    | Первоначально ученица Мойры Мактаггерт, сделана одной из Людей Икс, чтобы помочь спасти первоначальную команду. Убита в бою. Силы: Манипулирование временем и способность «прокручивать» события в психометрической форме. |
| Новобранцы в 1970-х |                                               |                                                     | |
| Ночной Змей | Курт Вагнер                                   | Giant-Size X-Men #1 (1975).                         | Сын Мистик; бывший лидер Экскалибура. Пожертвовал собой во время сюжета «Второе пришествие», спасая Хоуп Саммерс от Бастиона; вернулся в Amazing X-Men (том 2) #1. В настоящее время фигурирует в Extraordinary X-Men. Силы: Телепортация, прилипание к стенам, цепкий хвост, синяя кожа, блестящие жёлтые глаза. |
| Росомаха | Джеймс Хоулетт                                | Giant-Size X-Men #1 (1975).                         | Известен как Логан. Помимо основной команды и побочных от неё участвовал в составе Мстителей и их побочных команд; играл главную роль в сольной серии. Бывший директор Высшей школы имени Джин Грей. В настоящий момент мёртв (см. Death of Wolverine). Силы: Обострённые чувства, невероятная регенерация, адамантиевый скелет и шесть втягивающихся когтей по три на каждой руке. |
| Банши | Шон Кессиди                                   | Giant-Size X-Men #1 (1975).                         | Бывший соруководитель молодой мутантной команды Поколения Икс. Он ушёл из Людей-Икс в X-Men (том 2) #4 (1991). Был убит Вулканом в X-Men: Deadly Genesis #2 (2006); впоследствии был воскрешён Близнецами Апокалипсиса как Всадник Смерти в Uncanny Avengers (том 1) #9. Силы: Звуковой крик, позволяющий летать, и обострённый слух. |
| Гроза | Ороро Монро                                   | Giant-Size X-Men #1 (1975).                         | Вторая руководительница и давний лидер команды; непрестанный член главной команды с 1975 до 2000; бывшая супруга и соправительница Т’Чаллы на троне Ваканды; также бывший член Фантастической четвёрки. В настоящее время — директор Высшей школы имени Джин Грей; фигурирует в Extraordinary X-Men. Силы: Управление погодой, также может управлять потоками воздуха, что позволяет ей летать. |
| Солнечный Огонь | Сиро Ёсида                                    | Giant-Size X-Men #1 (1975).                         | Он ушёл из Людей Икс в X-Men (том 1) #94 (1975) после единственной миссии, но оставался союзником после этого несколько лет. Потерял способности до Дня М; возвратил их после превращения во Всадника Голода. Позднее стал членом Отряда Единства; потерял физическое тело в сражении с Кангом и ныне существует в форме живого пламени, схожей с его образом из «Эры Апокалипсиса». В настоящее время фигурирует в Extraordinary X-Men. Силы: Поглощает солнечную энергию, чтобы летать и выпускает атомные огнённые потоки. |
| Колосс | Пётр Распутин                                 | Giant-Size X-Men #1 (1975).                         | Брат Магики; бывший участник Аколитов и Экскалибура. Казалось, умерший при поиске вакцины от вируса Наследия в Uncanny X-Men #390 (2001), он воскрешён Ордом в Astonishing X-Men (том 3) #4 (2004). В настоящее время фигурирует в Extraordinary X-Men. Силы: Может превратить своё тело в сталь, что даёт ему сверхчеловеческую силу и прочностью. |
| Буревестник | Джон Праудстар                                | Giant-Size X-Men #1 (1975).                         | Брат Варпатча; умер в X-Men (том 1) #95 (1975) на второй миссии команды. Силы: Сверхчеловеческая сила, скорость и прочность. |
| Новобранцы в 1980-х |                                               |                                                     | |
| Призрачная Кошка (ранее Фея и Ариэль) | Кэтрин Энн Прайд                              | X-Men vol. 1 #129 (1980) как Китти Прайд.           | Она вступила в команду под псевдонимом Фея в X-Men vol. 1 #139 (1980); потом поменяла его на Ариэль в Marvel Graphic Novel #5 (1982); действующий псевдоним Призрачная Кошка приняла в Kitty Pryde & Wolverine #5 (1985). Бывший член Экскалибура; бывший директор Высшей школы имени Джин Грей. В настоящее время — в составе Стражей Галактики; фигурирует в их соответствующей серии. Силы: Бестелесность. Когда она проходит через электрические приборы, это приводит к технологическим нарушениям. Также может ходить по воздуху. У неё есть мелкая телепатическая связь со своим питомцем Локхидом. |
| Локхид |                                               | Uncanny X-Men #168 (1983).                          | Внеземной драконоид, сосланный на Землю. Иногда считается членом Людей Икс. Бывший член Экскалибура; действующий агент М. Е.Ч.; работал вместе с Локджо и другими не-гуманоидами в поисках Камней Бесконечности. В последний раз появлялся в Uncanny X-Men (том 3) Силы: Полёт, эмпатия, выдыхание огня, и умеет говорить; обладает некоторой телепатической связью со своей хозяйкой Призрачной Кошкой. |
| Шельма | Анна Мария                                    | Uncanny X-Men #171 (1983).                          | Бывшая участница Братства мутантов Мистик; служила полевым руководителем команды. Некогда имела способности и воспоминания Мисс Марвел (Кэрол Дэнверс); была вынуждена поглотить способности Солнечного Огня в Rogue (том 3) #11 (2005); была лишена этих способностей после удаления альтернативных личностей в New X-Men (том 2) #46 (2008) В настоящее время участвует в составе Отряда Единства и фигурирует в его соответствующей серии. Силы: Способности поглощать силы, память и личность других мутантов при прикосновении. Постоянные поглощённые силы: Поглощает солнечную энергию, используемую для бросков атомными огненными потоками и для полёта.                                                                |
| Феникс / Чудо-Девушка | Рэйчел Энн Саммерс (известна как Рэйчел Грей) | Uncanny X-Men #188 (1984) (под собственным именем). | Дочь Скотта Саммерса и Джин Грей из реальности «Дней минувшего будущего» (Земли-811); действовала под псевдонимом Феникс в Uncanny X-Men Annual #9 (1985); псевдоним Чудо-Девушка приняла в Uncanny X-Men #444 (2004). Бывший член Старджаммеров; позднее старший преподаватель Высшей школы имени Джин Грей. В последний раз появлялась в X-Men (том 4). Силы: Телекинез, телепатия, путешествие астральной проекцией во времени. |
| Магнето | Макс Эйзенхардт (известен как Эрик Леншерр)   | Uncanny X-Men #202 (1985).                          | Давний враг команды, на недолгий период был «исправлен» и становился руководителем Людей Икс и младшей команды Новых Мутантов; стал директором Института Ксавьера в Uncanny X-Men #200 (1985). Он потерял свои силы в День-М, но потом они вернулись к нему благодаря манипуляции Высшего Эволюционера. В настоящее время фигурирует в Uncanny X-Men (том 4). Силы: Манипуляция электро-магнетическими силами, используемых для полёта и управления металлическими объектами, управление силовыми полями и энергетическими потоками. |
| Псайлок | Элизабет Бреддок                              | Uncanny X-Men #213 (1987).                          | Сестра-близнец Капитана Британии (Брайана Бреддока). Она служила руководительницей. Убита Варгасом в X-Treme X-Men #2 (2001); воскресла в Uncanny X-Men #455 (2005). Она изначально была европеоидом, но обменялась телами с азиатской убийцей Реванш, что помимо прочего несколько поменяло и усилило её силы; также обменивалась силами с Джин Грей при неизвестных обстоятельствах. В настоящее время фигурирует в Uncanny X-Men (том 4). Силы: Раньше: Телепатия На данный момент: Телекинез, иммунитет против любого физического и ментального воздействия, пси-клинок. |
| Искра | Элисон Блэр                                   | Uncanny X-Men #214 (1987).                          | Популярная певица и публичная мутантка. Пережила действие Гибельного сидения, когда команда была расформирована в Uncanny X-Men #251 (1989). Бывший член Экскалибура. В настоящее время фигурирует в A-Force Силы: Она поглощает звук, который она потом может превращать в лазеры, голограммы и световые предметы различных форм. |
| Счастливчик | Лонгшот                                       | Uncanny X-Men #215 (1987).                          | Воин из альтернативной реальности-вселенной Моджо (Mojoverse). Он не мутант, а генетически совершенное существо. Он ушёл из группы в Uncanny X-Men #248. Бывший член Изгнанников и детективного Икс-Фактора. Силы: Сверхчеловеческое проворство, манипуляция полем вероятности, психометрия. |
| Кузнец | Неизвестно                                    | Uncanny X-Men #255 (1989).                          | Вышел из команды в Uncanny X-Men #290 (1992). Бывший руководитель про-правительственной команды Икс-Фактора; бывший участник Силы Икс. В настоящее время фигурирует в Extraordinary X-Men. Силы: Гений-изобретатель, магия, его руку и ногу заменили передовыми механическими протезами. |
| Новобранцы в 1990-х |                                               |                                                     | |
| Джубили | Джубилейшен Ли                                | Uncanny X-Men #273 (1990).                          | Сирота-беспризорница, принятая в команду после спасения Росомахи. Участница команд Поколения Икс и Икс-Корпуса. Потеряла свои силы во время Дня М, но получила новые силы во втором выпуске New Warriors (vol. 4). Став полевым командиром Новых Воинов, Джубили взяла себе кодовое имя Вондра. Позже стала вампиром. Силы: Она раньше могла генерировать слепящие вспышки света и разрывные плазмоиды, устойчива к телепатии. Позже получила сверхчеловеческую силу благодаря боевому костюму, также позволявшему ей летать и дающему частичную неуязвимость. В данный момент владеет стандартными вампирскими способностями — сверхчеловеческие сила, ловкость, скорость, регенерация, а также превращение в туман.            |
| Гамбит | Реми Этьен Лебо                               | Uncanny X-Men Annual #14 (1990).                    | Бывший вор, одно время был полевым руководителем; бывший бойфренд Шельмы. Позднее работал в Высшей школе имени Джин Грей; в последующем перешёл в корпоративную команду Икс-Фактора. В последний раз появлялся в All-New X-Factor. Силы: Преобразование потенциальной энергию в кинетическую; обладает усиленным проворством, гипнотическим очарованием. Эмпат, имеет врождённый психический щит. |
| Бишоп | Лукас Бишоп                                   | Uncanny X-Men #287 (1992).                          | Полисмен из альтернативного будущего. Он ушёл из группы Людей Икс, чтобы встать на сторону O*N*E. Во время Гражданской войны присоединился к сторонникам регистрации сверхлюдей; охранял тюрьму в Негативной Зоне. В последний раз появлялся в Uncanny X-Force (том 2) Силы: поглощение и преобразование различных форм энергии в фокусированные потоки либо в повышенную физическую силу; также обладает бионической рукой и способностями к путешествиям во времени. |
| Реванш | Куаннон                                       | X-Men vol. 2 #20 (1993).                            | Бывшая убийца, которая «обменялась» телами с Псайлок. Умерла от вируса Наследия в X-Men (том 2) #32 (1994). Силы: Телепатия, психические клинки и эмпатия. |
| Пушечное Ядро | Сэмюэл Гатри                                  | X-Force vol. 1 #44 (1995).                          | Впервые появился в составе команды в Uncanny X-Men #323. Бывший член и руководитель Новых Мутантов и Силы-Икс, первый член присоединённой группы, вступивший чтобы «окончить» школу и войти в Люди-Икс. После событий ивента Avengers vs. X-Men — в составе Мстителей. В настоящее время фигурирует в New Avengers (том 4). Силы: Полёт, защитное силовое поле, в котором он становится непобедимым. |
| Джозеф | Отсутствует                                   | Uncanny X-Men #338 (1996).                          | Генетический клон Магнето, пожертвовал собой в X-Men (том 2) #87 (1999); был воскрешён Астрой. Силы: Манипуляция электро-магнетической энергией, которая может использоваться для полёта и управления металлическими объектами, воздействует на силовые поля и энергетические потоки. |
| Сесилия Рейес | собственное                                   | X-Men vol. 2 #70 (1997).                            | Хирург, была разоблачена как мутант во время сюжета «Операция: Нулевая Терпимость». Она неохотно вступила в команду. Была пленена в концлагере в Weapon X (том 2) #5 (2002) и считалась пропавшей без вести. Силы: Протоплазмовое силовое поле, используемое, для создания протоплазменного оружия. |
| Мэрроу | Сара                                          | X-Men vol. 2 #70 (1997).                            | Она ушла из команды после того, как потеряла контроль над мутацией между выпусками Uncanny X-Men #380 и X-Men (том 2) #100. Была лишена сил в День М, но возвратила их при таинственных обстоятельствах. В последний раз появлялась в X-Force (том 4) Силы: Она может генерировать клинки и оружия, сделанные из костей её тела, регенерирует, усиленная сила и проворство, два сердца. |
| Личинка | Иафет                                         | X-Men vol. 2 #70 (1997).                            | Южноафриканский мутант, искавший Магнето. Был, казалось, убит в Weapon X (том 2) #5 (2002), однако выжил в одном из своих двух слизняков. Силы: Два подобных личинкам существа формируют его пищеварительную систему и, находясь в нём, заставляют его кожу становиться синей. Личинки могут потреблять всё, что угодно, и дают ему повышенную силу и психометрию. |
| Человек Икс | Натаниэль «Нэйт» Грей                         | Astonishing X-Men vol. 2 #2 (1999).                 | «Сын» Скотта Саммерса и Джин Грей из «Эры Апокалипсиса», созданный Мистером Злыднем; пожертвовал собой в X-Man #75 (2001), спасая Землю от инопланетной угрозы; возвратился в Dark X-Men #1 (2010). Силы: Телепатия, телекинез, психометрия, предчувствование и путешествие между измерениями. |
| Союзники и почётные члены |                                               |                                                     | |
| Кэнди Саузерн | Кэндис Саузерн                                | X-Men: the Hidden Years #10.                        | Ранее подружка Архангела, была вместе с ним членом Защитников. Стала почётным членом Людей Икс, чтобы помочь Циклопу и Джин Грей найти его в Дикой Земле. Позже стала частью инопланетной сущности Фаланги и получила способности ассимилировать. Была убита в Uncanny X-Men #306. Силы: После её ассимиляции Фалангой Кэнди обрела способность ассимилировать других и стала частью коллективного организма, состоя из техноорганического материала. Была также связана через технаркс с Кэмероном Ходжем (её убийцей, также фалангом). |
| Множитель | Джеймс Мэдрокс                                | Giant Size Fantastic Four #4 (1975).                | Мистер Фантастик сообщил о его существовании Профессору Икс, который взял его на попечение. За годы членство предлагалось ему много раз, но он всегда отказывался, оставаясь, однако, надёжным союзником. В итоге присоединился к отколовшейся группе Мойры Люди Икс Острова Мьюр (см. ниже). Впоследствии лидер детективного Икс-Фактора. Силы: Может создавать больше сорока двойников себя, когда поглощает кинетическую энергию. Демонстрировал почти телепатическую связь со своими копиями и может поглощать их по желанию. Вся узнанная копиями информация при поглощении передаётся основному Мэдроксу. |
| Мойра Мактаггерт | собственное                                   | X-Men (vol. 1) #96 (1975).                          | Была союзницей Ксавьера ещё до создания Людей Икс. Генетик, помогавшая команде большую часть её существования до своей смерти в X-Men (vol. 2) #108 (2000). Силы: Нет, человек. Однако демонстрировала некоторые удивительные «способности». Она обладала иммунитетом к силам её сына Протея и была заражена Вирусом Наследия, обычно действующим на мутантов. Также появлялась в виде призрака. |
| Мисс Марвел | Кэрол Дэнверс                                 | Avengers Annual #10 (1981).                         | Между потерей своих сил Мисс Марвел и обретением сил Двойной звезды Кэрол жила в школе Ксавьера. Отказалась присоединиться, когда Ксавьер предложил это Шельме. Силы: Сверхчеловеческая сила, скорость и прочность, полёт, поглощение энергии и фотонные взрывы. |
| Зарядчик | Кэти Пауэр                                    | Uncanny X-Men #195 (1985).                          | Член-основатель Могучей Стаи. Сделана почётным членом Людей Икс после того, как её братьев и сестру похитили Морлоки. Кэти помогла Людям Икс поймать виновных и даже получила куртку Команды Икс. Силы: Получила свои силы от Кимеллиан и инопланетной расы. Эти способности позволяли ей поглощать энергию, разлагать материю для получения энергии, плазма-вспышки из груди и исцеляющую способность, усиливаемую присутствием её братьев и сестры. |
| Королева Гоблинов | Мэйделин Прайор                               | Uncanny X-Men #221 (1987).                          | Начала проводить время с Людьми Икс, когда Циклоп оставил её, чтобы сформировать Икс-Фактор. Она оставалась с Людьми Икс, пока не стала Королевой Гоблинов во время сюжета «Ад». Силы: Будучи клоном Джин Грей, она обладала теми же телекинетическими и телепатическими способностями, только на более низком уровне силы. Также демонстрировала телепортацию, поглощение психической энергии и разные мистические силы. |
| Шлюз | Неизвестно                                    | Uncanny X-Men #229 (1988).                          | Дед Лукаса Бишопа; неофициальный член команды. Телепортировал команду куда той было нужно, пока Люди Икс базировались в Австралии после своих «смертей». Силы: Телепортация, телепатия, всезнание. |
| Ртуть | Пьетро Максимофф                              | Uncanny X-Men #304 (1993).                          | Жил в особняке Ксавьера два разных периода: сначала после возвращения Магнето на Авалон и позже после истории с Натиском, когда его жена Кристалл и сестра Алая ведьма были признаны мёртвыми. Силы: Сверхчеловеческая скорость. Ранее: Перемещение во времени, может мутировать других существ путём использования формирований Кристаллов Терригена на своём теле. |
| Красный Лотос | Пол Харк                                      | X-Treme X-Men #7 (2002).                            | Рукопашный боец, который помог Икс-Тремальным Людям Икс больше, чем в одном случае. Силы: Сверхчеловеческая скорость, ловкость, координация, реакция и равновесие. |
| М | Моне́ Сент-Круа                                | Uncanny X-Men #410 (2002).                          | Бывшая участница Поколения Икс и Икс-Корпорации, прибывала на одну миссию исключительно как союзница. Впоследствии — соосновательница детективного Икс-Фактора; после распада последнего присоединилась к команде в X-Men (том 4) #7 (2013). В настоящее время фигурирует в Uncanny X-Men (том 4). Силы: Сверхчеловеческая сила, скорость и сообразительность, полёт, неуязвимость, телепатия. |
| Вандж Ведон | Эванджелайн Ведон                             | X-Treme X-Men #35 (2003).                           | Адвокат Людей Икс. Силы: Метаморф, чьё превращение в огромного крылатого красного дракона может быть вызывано сознательно или же присутствием крови. |
| Дэдпул | Уэйд Уилсон                                   | Cable and Deadpool #8 (2004).                       | Бывший больной раком, получивший исцеляющий фактор после пребывания в Оружии Икс. Наёмник. Был нанят Людьми Икс, чтобы победить Кабеля. Получил собственный костюм Людей Икс (один стандартный и один как у Чудо-Девушки (Рэйчел Саммерс)). Хотя и называл себя Икс-меном, он предал команду, перейдя на сторону Кабеля; позднее посещал команду в бытность последней на Утопии. В настоящий момент фигурирует в сериях Deadpool (том 4) и Uncanny Avengers (том 3) Силы: Исцеляющий фактор. Устройство телепортации, увеличенная сила, скорость, ловкость, выносливость и реакция, проклят бессмертием, способен «ломать четвёртую стену».                                                                                      |
| Магма | Амара Акуилла                                 | New X-Men — Yearbook Special (2005).                | Живёт в Институте и входит в преподавательский состав. Не Икс-мен, но имеет статус Икс-Тремального Выполнения Санкций ООН. Силы: Может превращаться в магма-форму, создавать землетрясения и извержения вулканов, управление огнём и землёй и сопротивляемость жаре. |
| Пульс | Августус                                      | X-Men vol. 2 #181 (2006).                           | Появился вместе с Мистик, когда та пришла присоединиться к Людям Икс. Мог, возможно, появляться как участник, во время своего пребывания. Силы: Испускает пульсирующую энергию, отключающую силы мутантов и определённые электронные устройства. |
| Шпионы и самозванцы |                                               |                                                     | |
| Сила Феникса | отсутствует как таковое                       | X-Men vol. 1 #101 (1976).                           | Космическая сущность, прикинувшаяся Джин Грей. Силы: Преобразование реальности, всепатия, всезнание. Безграничная сила, которая может усиливать избранных существ. |
| Тёмный Зверь | Генри Маккой                                  | X-Men Unlimited vol. 1 #10 (1996).                  | Вариант Зверя из временной линии Эры Апокалипсиса, временно заменивший оригинального Зверя. Силы: Сверхчеловеческая сила, скорость, стойкость, ловкость, реакция, усиленные чувства, одинаково хорошее владение руками и ногами; телосложение подобно обезьяне, синяя шерсть, эксперименты на себе дали несколько других сил. |
| Скрулломаха | Неизвестно                                    | Uncanny X-Men #370 (1999).                          | Инопланетянин Скрулл, который прикинулся и поверил, что является Росомахой. Был убит в Astonishing X-Men vol. 2 #3 (1999). Силы: Метаморфозы. |

## Замещающие команды Людей-Икс

### Новые Мутанты — Выпускники Людей Икс
| Персонаж | Настоящее имя    | Описание |
| --- | ---------------- | --- |
| Когда Люди Икс были превращены в детей, Новые Мутанты ненадолго «окончили» школу, чтобы стать Людьми-Икс в Uncanny X-Men Annual #10 (1986). |                  | |
| Пушечное Ядро | Самуэл Гатри     | Актуальный член Людей-Икс. Силы: Полёт, выпускание термохимической энергии, в полёте обладает сверхчеловеческой прочностью и его трудно остановить. |
| Мираж | Даниелла Мунстар | Бывший человек-икс на полставки, она потеряла свои силы из-за Опустошения (Decimation), и потеряла место преподавателя в Институте Ксавьера. Силы: Телепатия, создание иллюзий, пси-стрелы, телепатическая связь с животными.                                                                                |
| Карма | Сьян Кой Мань    | Обитатель Института, первая лесбиянка Людей-Икс. Силы: Управление сознанием и другие телепатические силы. |
| Санспот | Роберто да Коста | Он вступил в Клуб Адского Огня. Силы: Поглощение энергии, которое снабжает его сверхчеловеческой силой, позволяет швыряться энергетическими потоками и наделяет тёмной кожей. |
| Код | Дуглас Ремзи     | Он умер, спасая Волчицу от пули в New Mutants #60 (1988). Силы: Всеязычие, понимание любого средства сообщения. |
| Колдун | Уорлок           | Умер в New Mutants #90, позже воскрешён как Дуглок. Силы: Техноорганическое тело, превращение, нестойкие молекулы, сливающиеся с другими, инфекция и заражение людей вирусом, который он создаёт (все обычные силы Текнарч). Его «мутация» — это его способность иметь чувства.                              |
| Магма | Амара Акилла     | Ныне преподаёт в Институте Ксавьера, имеет статус И. В. С. |
| Магика | Ильяна Распутина | Сестра Икс-человека Колосса. Умерла в Uncanny X-Men #303 (1993) от Вируса Наследия. Силы: Создание телепортационных дисков, магия, магические доспехи, духовный меч. |
| Волчица | Рейн Синклейр    | Она присоединилась к детективному агентству Мадрокса до того, как узнала, выгнали ли её из Института или нет из-за связи со студентом. Приёмная дочь покойной Мойры Мактаггерт. Силы: Ликантроп с когтями, увеличенные чувства, сила, проворство, выносливость и регенерация в волчьей и полуволчьей формах. |

### Люди Икс Острова Муар
| Персонаж | Настоящее имя    | Описание |
| --- | ---------------- | --- |
| Вследствие «смерти» Людей Икс во время «Падения Мутантов», команда Людей Икс была сведена вместе на острове Мьюр в Uncanny X-Men #254-255 (1989). |                  | |
| Банши | Шон Кассиди      | Основатель. Погиб в X-Men:Deadly Genesis #2 (2006). |
| Кузнец | Неизвестно       | В настоящее время действует в одиночку, иногда помогая Людям Икс. |
| Мойра Мактаггерт | Мойра Мактаггерт | Погибла в X-Men #108 (2001). |
| Полярис | Лорна Дэйн       | В то время у Лорны была вторичная мутация, заставлявшая её вызывать негативную эмоциональную энергию, чтобы повышать свою физическую силу. |
| Аманда Сефтон | Джимейн Сзардос  | Приёмная сестра и бывшая возлюбленная Икс-Человека Ночного Змея. Проводит своё время как правительница "Неопределённости и новая Магичка. Ныне столкнулась с Новыми Людьми Икс, когда те были в Неопределённости. Силы: Искусные магические навыки, используемые для телепортации, наложения заклятий и более. Магические доспехи и Духовный меч. |
| Сандер | Неизвестно       | Член Морлоков. Погиб в Uncanny X-Men #254 (1989). Силы: Сверхчеловеческая сила и выносливость, а также изуродованное тело. |
| Легион | Дэвид Холлер     | Сын основателя Людей Икс Чарльза Ксавье. Начал Эру Апокалипсиса. Страдал от травмы, вылившейся в множественное расстройство личности: каждая личность контролировала отдельную силу. Умер в X-Men: Omega (1995). Силы: Телепатия, телекинез, пирокинез, перемещение во времени, астральная проекция, пси-клинок.                                  |
| Шэрон Фридландр | Шэрон Фридландр  | Превращена из европейки в индианку Демоном-медведем Мунстар. Работала у Ксавье как медперсонал. Умерла в Uncanny X-Men #298 (1993). Силы: Увеличенная сила, выносливость, реакция. |
| Том Корси | Томас Корси      | Превращён из европейца в индейца Демоном-медведем Мунстар. После превращения работал в Школе Ксавье подручным и инструктором по физкультуре. Силы: Увеличенная сила, выносливость, реакция. |
| Алисанд Стюарт | Алисанд Стюарт   | Сестра Алистера Стюарта. Умерла в Excalibur #55 (1992). Силы: Нет, человек. |
| Множитель | Джеймс Мэдрокс   | Присоединился в Uncanny X-Men Annual #15 (1991), ныне глава Икс-Фактор: Расследования. |
| Сирена | Тереза Кассиди   | Дочь покойного Икс-Человека Банши. Присоединилась в Uncanny X-Men Annual #15 (1991), ныне член Икс-Фактор: Расследования. Силы: Звуковой крик даёт ей полёт, звуконепроницаемые поля, соблазнение мужчин и женщин и повышенный слух. |

### Люди Икс: Союз против Фаланги
| Персонаж | Настоящее имя | Описание |
| --- | ------------- | --- |
| Для борьбы с угрозой техноорганических инопланетян Фаланги команда Людей Икс была быстро собрана вместе в Uncanny X-Men #316 (1994). |               | |
| Банши | Шон Кассиди   | Ныне мёртв. |
| Джубили | Джубилейшн Ли | Ныне лишена сил. |
| Саблезубый | Виктор Крид   | Обезглавлен Росомахой, но вернулся Силы: Обострённые чувства, невероятная регенерация и десять втягивающихся из пальцев когтей. |
| Белая Королева | Эмма Фрост    | Ныне содиректриса Института. |

### Изумительные Люди Икс
| Персонаж | Настоящее имя           | Описание                                                                                       |
| --- | ----------------------- | ---------------------------------------------------------------------------------------------- |
| После того, как Профессор Икс распустил Людей Икс в попытке «выкурить» самозванца-Скрулла в их рядах, Циклоп и Джин Грей собрали команду, чтобы помочь Маннитам в Astonishing X-Men (vol. 2) #1 (1999). |                         |                                                                                                |
| Циклоп | Скотт Саммерс           | Сооснователь.                                                                                  |
| Феникс | Джин Грей               | Сооснователь. Была убита в New X-Men #150 (2003); возвращена к жизни в X-Men: Phoenix Endsong. |
| Архангел | Уоррен Уортингтон III   |                                                                                                |
| Кейбл | Натан Кристофер Саммерс | Умер в X-Force #28. Second Coming 13                                                           |
| Человек Икс | Нэйт Грей               | Умер в X-Man #75 (2001).                                                                       |
| Росомаха | Логан / Джеймс Хоулетт  |                                                                                                |

Малоизвестный персонаж Китти/Пантера.

### Люди Икс: Канун уничтожения
| Персонаж | Настоящее имя     | Описание |
| --- | ----------------- | --- |
| Магнито решает нанести удар после того, как вылечен Вирус Наследия. После потери многих членов, когда Гроза организовала побочную команду Икс-тремальных Людей Икс, и захвата Профессора Икс Магнето Джин Грей собирает временную команду в Uncanny X-Men #392 (2001) для спасения Профессора Икс. |                   | |
| Джин Грей | Джин Грей-Саммерс | Основатель, находится в Бело-Горячей Комнате после X-Men: Phoenix Endsong #5. |
| Искра | Элисон Блэр       | Вернулась к своей карьере диско-певицы в Deadpool vol. 3 #69. Ныне член команды Новый Экскалибур |
| Полярная звезда | Жан-Поль Бобьер   | Ксавье позже убеждает его присоединиться к учительскому составу для новых студентов. Был убит Росомахой и воскрешён Гидрой. |
| Омерта | Пол Провензано    | Возможно, погиб в Weapon X #5 (2002). Силы: Сверхчеловеческая сила и неуязвимость. |
| Призрак | Гектор Мендоза    | Потерял силы в результате Дня М. |
| Солнечный костёр | Лею Ёсида         | Сводная сестра Сиро Ёсиды (Солнечного огня). Умерла в Uncanny X-Men #404 (2002). Её альтернативная версия состоит в Большой Шестёрке. Силы: Полёт, плазменные потоки, может видеть инфра-красный диапазон, иммунитет к радиации.                                                   |
| Бешенство | Джоанна Карджилл  | Член Помощников Магнита и ранее была известна как Бешенство из Альянса Зла. Присоединилась из-за промывки ей мозгов Джин Грей. Силы: Сверхчеловеческая сила, выносливость, стойкость и прочная как сталь кожа; обладает большой сопротивляемостью ранениям и крайним температурам. |

### Уличная команда Планеты Икс
| Персонаж                                                                                                   | Настоящее имя              | Описание |
| --- | -------------------------- | --- |
| Команда, наспех собранная Циклопом вследствие неистовства Ксорна в Манхэттене в New X-Men #149-150 (2004). |                            | |
| Циклоп | Скотт Саммерс              | Основатель. |
| Фантомекс                                                                                                  | Чарли Кластер 7            | Бывший агент Оружия Икс. Искусственно созданный мутант. Вместе с Росомахой и Агентом Ноль борется против Оружия Икс. Силы: Отдельная нервная система в форме летающей тарелки, способная на энергетические взрывы, сливаясь с ним, и полёт с несением до двух пассажиров. Фантомекс также обладает способностью создания иллюзий, нано-активной кровью, множественными обрабатывающими мозгами, увеличенными чувствами, силой, скоростью, выносливостью, ловкостью и способностью слышать частоты, недоступные человеческому уху. |
| Чернокрыл                                                                                                  | Барнелл Бохаск             | Ранее известен как Клюв. Жил в школе с Ангел и детьми, прежде чем присоединиться к Изгнанникам и вернуться домой, где потерять силы. Получил почётный статус у Людей Икс в серии New X-Men. Потерял силы после Опустошения, после этого присоединился к Новым Воинам и получил новые способности. Силы: Ныне имеет силовой костюм, дающий ему полёт, сверхчеловеческую силу и энергетические взрывы. Ранее имел птичью физиологию, полые кости, клюв, перья, сверхчеловеческую выносливость и планирование на крыльях.            |
| Пыль | Сурая Кадир                | Присоединилась к ученикам Хулиганам, а затем к стажёрам-Новым Людям Икс. Силы: Превращается в живую песчаную бурю. |
| Степфордские Кукушки                                                                                       | Фиби, Селеста и Минди Куко | Клонированные дочери Икс-человека Белой Королевы. Софи умерла в New X-Men #137, Эсме вступила в Братство Ксорна и умерла в New X-Men #150. Силы: Коллективное сознание, телепатия, алмазные формы, левитация. |
| Длинношеий                                                                                                 | Йон Ван Хелскинг           | Потерял силы, умер, когда его шея сломалась под его собственным весом. Силы: Супердлинная шея. |
| Предплечье                                                                                                 | Хорхе Лукас                | Похоже, потерял силы. Силы: Четыре руки. |
| Ирина | Ирина                      | Похоже, потеряла силы. Силы: Множественные отверстия в горле, проекция голоса во всех направлениях. |
| Другие неназванные ученики                                                                                 | Различные                  | Многие ученики были показаны в составе команды, но не были названы по имени. |

## Побочные команды Людей-Икс
- См. Побочные команды Людей Икс.

## Враги
- См. список врагов Людей Икс